# Ribnica (Chorwacja)
Ribnica – wieś w Chorwacji, w żupanii zagrzebskiej, w mieście Velika Gorica. W 2011 roku liczyła 803 mieszkańców.